# Aischylos
Aischylos (řecky Αἰσχύλος; 525 př. n. l. Eleusína v Attice – 456 př. n. l. Gela na Sicílii) byl první z řady velkých řeckých dramatiků (dalšími byli Sofoklés a Euripidés). Je považován za zakladatele antické tragédie a evropského dramatu vůbec.

## Život
Byl synem bohatého statkáře Euforióna z Eleusíny, později žil v Athénách. Původním povoláním byl voják, bojoval v řecko-perských válkách – tyto zásluhy vyzdvihl v nápise na hrobě, který si sám napsal. Účastnil se bitev u Marathónu, Artemísia a Salamíny. Aischylův bratr u Marathónu padl.
Dramatické soutěže během Velké Dionýsie se poprvé zúčastnil roku 499 př. n. l. Svého prvního vítězství v této soutěži dosáhl roku 484 př. n. l. Podle jednoho z pramenů vyhrál na dionýské soutěži třináct prvních cen. Jeho hegemonii narušil až nástup Sofokla. Pravděpodobně hrál ve většině svých her, což byla ale mezi řeckými dramatiky obvyklá praxe.
Od roku 458 žil na Sicílii. Z Athén možná odešel kvůli posilující demokracii, s níž zcela nesouzněl. Na Sicílii také zemřel, na pobřeží v Gele. Podle mýtu zemřel tak, že mu orel, který považoval jeho holou lebku za kámen, svrhl na hlavu želvu. To je ale považováno spíše za dějinnou anekdotu, která vznikla až mnoho let po jeho smrti. Jeho hrob na Sicílii se stal poutním místem pro antické spisovatele.
Dva jeho synové se stali také autory tragédií. Jeden z nich, Euforión, vyhrál v dionýské soutěži v roce 431 př. n. l., porazil tehdy Sofokla i Euripída.
Po Aischylovi je pojmenována např. planetka 2876 Aeschylus.

## Dílo
Je považován za zakladatele antické tragédie, zavedl druhého herce a stal se tak tvůrcem evropské dramatické tradice. Na konci života přijal (již podle Sofoklova vzoru) i třetího herce. Jeho náměty byly téměř vždy mytologické, jen občas historické (Peršané). Prosazoval demokratické ideály, svobodu a obětavou lásku k vlasti. Zastával názor, že svět je řízen božskou spravedlností. Základním rysem tragična podle Aischyla je lidské jednání plné nebezpečí, které každou chvíli přivádí člověka do bezvýchodných situací, v nichž tentýž čin je nutností, povinností, zásluhou ale současně největším proviněním.
Aischylos používal slavnostní jazyk plný básnických obratů a novotvarů. Pro zvýšení obliby her jako jeden z prvních užíval výpravné dekorace, krásné kostýmy, masky atd.
Aischylos byl zbožný člověk, takže podle něj byla moc bohů neomezená. V jeho hrách vystupuje Zeus jako spravedlivý vládce, který nesnáší lidskou domýšlivost a stíhá ji zaslepením, ve kterém se člověk dopustí hříchu a provinění a je za něj potom potrestán. Vina člověka je přitom i dědičná, přenáší se na potomky.
Napsal 90 tragédií, avšak pouze sedm z nich se dochovalo v celém znění. Mezi nimi nejslavnější je Oresteia, jež je také jedinou úplně dochovanou antickou trilogií. Dalších 72 Aischylových tragédií známe alespoň podle názvu. Nejvíc se proslavil změnami v koncepci řeckého dramatu. Zavedením druhého herce umožnil dialog a dramatickou akci. Jeho hrdinové jsou řečtí bojovníci a vojáci. Aischylovské látky a příběhy byly velmi často zpracovávány v 19. a 20. století (O’Neill, P. B. Shelley, G. G. Byron a jiní) a jejich aktuálnost přetrvává dodnes.

## Dramata
- Peršané – o vítězství Řeků v bitvě u Salamíny. Podle Aischyla je perská porážka trestem za Xerxovu zpupnost.

- Prosebnice (Hiketidés) Příběh 50 dcer Danaových, které prchají z Egypta, aby se nemusely provdat za své bratrance. Pronásledované Egypťany se dostávají do Argu, kde se král rozhoduje, zda je přijme a vyvolá tak válku s Egyptem, nebo je odmítne a vyvolá tak hněv boha pohostinství Dia. Nakonec dívky přijme, ale když za několik dní dorazí i rozzuřených 50 ženichů, dohodne mezi nimi svatbu. Nicméně zapřisáhlé nevěsty slíbí svému otci, že všechny zabijí své manžely o svatební noci. 49 z nich svůj slib splní, jen jedna z Danaových dcer se do svého chotě zamiluje a nechá ho naživu. Tento pár se stal symbolem manželské lásky.

- Sedm proti Thébám (Hepta epi Thébás) z roku 467 př. n. l. O výpravě Oidipova syna Polyneika proti Thébám, aby jeho bratra zbavil vlády; příběh končí smrtí obou bratrů. Jejich sestra Antigona se nakonec i přes zákaz svého strýce vládce Théb rozhodne pohřbít Polyneika. Vnitřní konflikt pokory k tradicím a bohům a poslušnosti k vládci města nakonec vyústí ve smrt Antigony, manželky vládce Théb i jeho syna.

- Upoutaný Prométheus (Spoutaný Prométheus, Prométheus desmótés) – první část trilogie, z dalších částí dochovány jen fragmenty. Titán Prométheus dal i přes Diův zákaz lidem oheň a umožnil jim tak pokrok. Za to byl připoután ke Skythské skále, a když nechtěl prozradit, jak je možné zahubit Dia, byl svržen do nitra země.

- Oresteia, jediná úplně dochovaná antická trilogie, její části jsou Agamemnon, Oběť na hrobě a Usmířené lítice. Děj začíná tím, že král Agamemnón obětuje svoji dceru Ífigeneii, aby mohl odjet válčit. Po návratu domů z trójské války je zabit svojí ženou Klytaimnéstrou a jejím milencem Aigisthem. Jeho syn Orestés ho na radu bohů pomstí (zabije vraha i svou matku), ale stane se horším vrahem, než jeho matka. Pronásledují ho božské Lítice (Erínye), z čehož zešílí a hledá pomoc u bohyně Athény, která předsedá soudu a nakonec Lítice usmíří a Orestovi je odpuštěno. Pomsta patří do rukou bohů, člověk sám není schopen odhadnout, kam ho jeho čin pomsty může zavést. Dílo pochází z roku 458 př. n. l.

## Citát

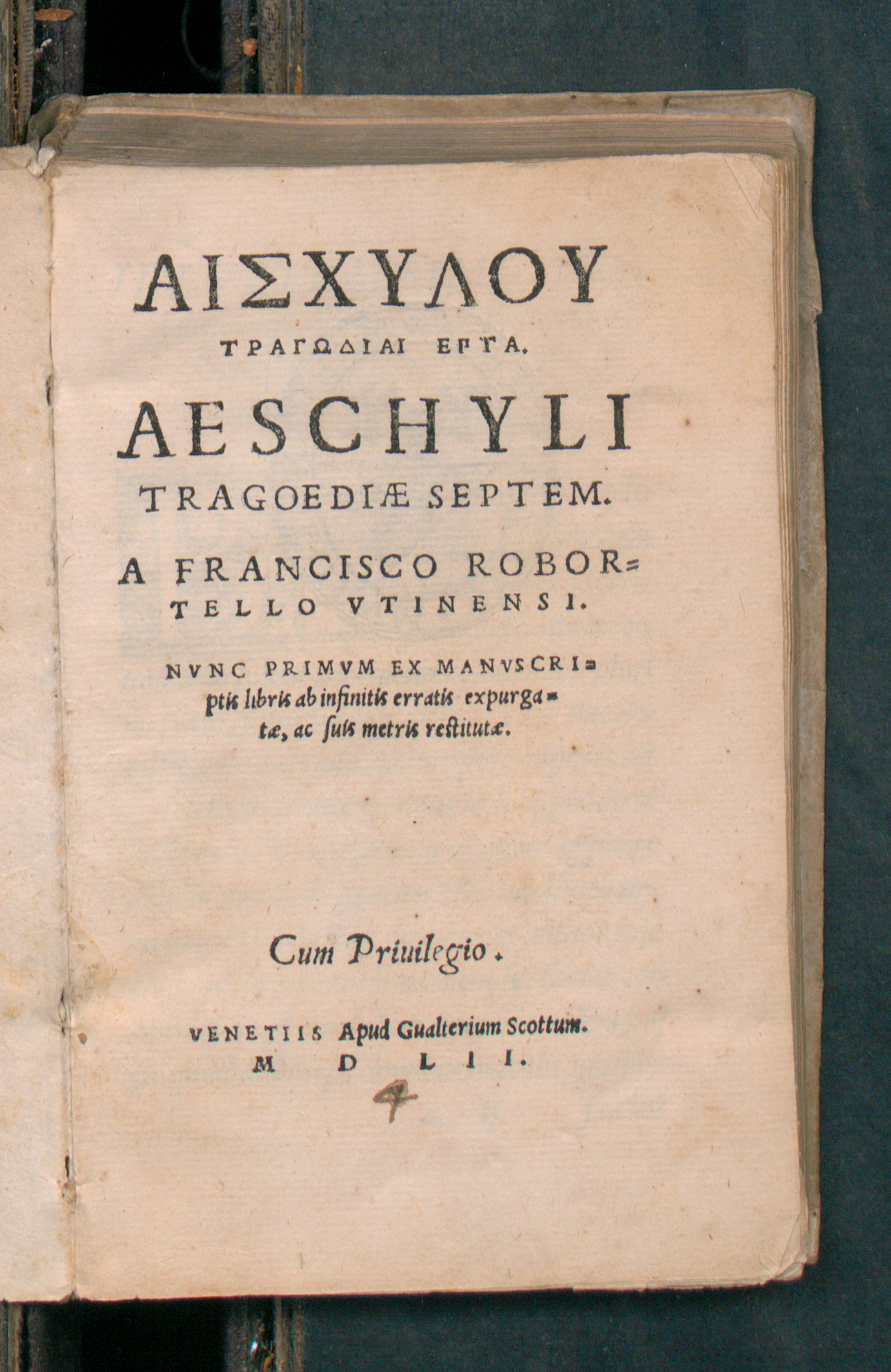
Aeschyli Tragoediae septem, 1552

| „                | Aischylos! Jedna ze tří hvězd, které ještě dnes svým jasem zapalují a rozechvívají obecenstvo. Athéňan, který bojoval za svobodu a velikost své obce u Marathonu, u Salaminy a na dalších bojištích! Dramatik ryze angažovaný, jak bychom dnes řekli, právě tak jako Sofokles a Euripides, další dva autoři ze slavné trojice tragických básníků řeckého jeviště...Všichni ti tři velikáni se dotýkali nejživějších problémů své doby a vždy stáli na straně pravdy, mravnosti a cítění s člověkem. | “ |
| — Ladislav Boháč | |   |